# Glavotok
Glavotok je naziv naselja, ali i samostana na otoku Krku, u Primorsko-goranskoj županiji, upravno to naselje pripada gradu Krku. 

## Zemljopisne odlike
Glavotok se nalazi na najzapadnijem dijelu otoka Krka - kod istoimenog rta, u kraju kojeg zovu - Šotovento (talijanski - pod vjetrom), nasuprot otoka Cresa. 
Udaljen je oko 17 km od grada Krka u smjeru sjeverozapada, prema trajektnoj luci Valbiska.
Jugoistoistočno od rta nalaze se brojne male uvalice, a okolica je pod šumom hrasta crnike, (1 hektar), to je zaštićeni rezervat šumske vegetacije u Republici Hrvatskoj.
.

## Povijest
U 14. st. to je bio posjed krčke feudalne obitelji Frankopan, koji su tu imali svoj ljetnikovac s kapelom iz 14. st. 1473. godine knez Ivan Frankopan darovao je zemljište franjevcima trećoredcima glagoljašima. Posjed su nakon njih kratko koristili i pavlini (oko 1479. godine), zatim opet franjevci.
U blizini Glavotoka u uvali Čavlena nalazi se starohrvatska crkvica Sv. Krševana, podignuta oko 1100. godine. To je mala kamena građevina, trolisnog tlocrta (trikonhos) s nadsvođenim apsidama. Do crkve se može stići stazom od sela Milohnići ili stazom od oko 4 km uz more od samostana Glavotok.
Naselje se razvilo oko istoimenog samostana u drugoj polovici 20. stoljeća. U Glavotoku uz samostan, postoji i kamp Glavotok i privatni apartmani.

## Franjevački samostan u Glavotoku

### Povijest franjevaca u Glavotoku
Prvi podatak o
tradiciji redovništva u Glavotoku potječe iz 1277. godne. U oporuci napisanoj
na blagdan sv. Lovre u kolovozu 1277., Krčanka Staša ostavlja „sestrama sv. Marije na Glavotoku jednu kopanjicu“. Iako taj podatak ne svjedoči izravno o postojanju franjevačke zajednice ili
samostana u Glavotoku, on ukazuje na postojanje redovničke ili eremitske
zajednice i tradiciju štovanja samog mjesta. Međutim, o franjevačkoj tradiciji
u Glavotoku možemo govoriti tek nešto kasnije. 
Prvi trag prisutstva
franjevaca u Glavotoku potječe iz darovnice krčkog kneza Bartola iz 22.
studenoga 1350. koji franjevcima u Krku (iz samostana sv. Franje kod Gornjih
vrata) „daje u trajni posjed vinograd u Glavotoku uz obvezu da zauzvrat
godišnje zapale svijeću na oltaru Presvetog Trojstva u krčkoj katedrali“. O kontinuitetu
prisutstva i djelatnosti krčkih franjevaca u Glavotoku svjedoči još nekoliko
sačuvanih izvora iz Arhiva samostana sv. Franje u Krku. U sudskom procesu iz
1370. godine, oko prava na obrađivanje i korištenja ranije spomenutog vinograda
spore se krčki franjevci i Ivan de Maluasino. 
Dva izvora iz 16. st. svjedoče o tome kako su franjevci raspolagali priličnim
količinama obradivih površina, vinograda, maslinika, kasnije i kuća u samome
gradu Krku (koje su dobivali donacijama građana ili knezova Frankopana) i
zbjegovima u unutrašnjosti otoka.
Krčki franjevci 1544. godine sklapaju ugovor s Antonom Linardićem oko posjeda
„Fratarschina“ na području Glavotoka, „situm in Contrata S. Mariae de Capite“.
Već godinu dana kasnije Kuzma Brzac od krčkih fratara preuzima teren „Cesta“ na
području Glavotoka. Niti jedan od
navedenih izvora ne svjedoči o postojanju organiziranog redovničkog života ili
franjevačkog samostana u Glavotoku. Taj franjevački samostan započinje svoju
povijest u doba posljednjeg krčkog kneza Ivana Frankopana ( ? - 1486). Glavotok
je bio posjed knezova Krčkih (kasnije Frankopana) na koji je sredinom 15. stoljeća Ivan Frankopan nastanio tada sve rašireniju zajednicu franjevaca
trećoredaca. Na posjedu se nalazila ranija obiteljska kapela Frankopana koju je
1445. godine knez Ivan darovao na upravu Dujmu, prvom gvadrijanu samostana u
Glavotoku. Mjesto te predrenesansne kapele teško je ustvrditi, a različiti autori donose
više tumačenja. Lokalna franjevačka tradicija vidi ju u gotičkoj, križno
svođenoj prostoriji pred ulazom u sakristiju, a Ivančić u prostoru (barokne) sakristije.
Daljnji spomen
samostana u Glavotoku u izvorima vezan je uz „zamjenu“ koju je naredio knez
Ivan Frankopan 1479. godine. Glavotočki franjevci morali su se premjestiti u
pavlinski hospicij sv. Kuzme i Damjana u Baškoj, a pavlini u franjevački
samostan u Glavotoku. Razlozi su bili politički, konkretno sukobi između Mletačke Republike (na čijoj je strani bio i knez Ivan) i Hrvatsko-Ugarskog Kraljevstva.
Pavlini su izigrali kneževo povjerenje pomažući hranom kapetana Blaža
Podmanickog, nakon čega slijedi, već godinu dana kasnije, 18. ožujka 1480.,
povratak franjevaca u Glavotok.
Politička situacija, rezultat frankopanske predaje vlasti nad otokom Mletačkoj
Republici 22. veljače 1480. godine, utjecala je i na redovničke zajednice, ali
su glavotočki franjevci još jednom uspjeli opstati. Prema naređenju dužda Ivana
Moceniga (Giuseppe Mocenigo), providur Franjo Barbo (Francesco Barbo) provodi
„venecijanizaciju“ grada, odnosno u slučaju samostana latinizaciju, iseljujući
iz njih franjevce glagoljaše koji su službovali na staroslavenskom (fratres Sclavi).
U samostan sv. Franje u Krku ponovno su useljeni koventualci, redovnici
latinisti, vlasnici samostana sve do 1783. kada ga preuzimaju trećoredci
(glagoljaši) iz Glavotoka i Porta.
Dužd Giuseppe Mocenigo je 10. studenoga 1481., uz inzistiranje Krčana ipak potvrdio
trećoredska pravila u Glavotoku. 
Prva polovica 15. stoljeća na Jadranu može se opisati kao „razdoblje
franjevačke renesanse“ - otvaraju se brojni novi samostani, obnavljaju raniji i
grade se nove samostanske crkve. Situacija se drastično mijenja u drugoj
polovici stoljeća s osmanskim prodorom najprije u Bosnu 1463., a zatim i u
zaleđe Dalmacije od 1468. godine. Zatvaraju se brojni samostani na tom
području: u Modrušu, Bribiru, Skradinu, Poljicama i drugdje. Oni, pak, u
dalmatinskim gradovima (Šibeniku, Trogiru i Splitu) su ugroženi, međutim upravo
će kvarnerski samostani i samostani na otocima biti mjesto zbjega. O takvoj
situaciji svjedoči i pismo fra Šimuna, gvardijana samostana u Glavotoku upućenog
mletačkoj vladi iz 1543.,
u kojem traži pomoć jer je „kuća premalena za velik broj redovnika koji su se
tu sklonili iz porušenih južnodalmatinskih samostana“.
O opasnosti i
strahu ne samo od osmanskog prodora, već na Kvarneru osobito od Uskočkih ratova
(1615. – 1618.) svjedoči i podatak o uređenju „starog mostira“ u Milohniću iz
1608. u unutrašnjosti otoka, koji je otprije bio u posjedu glavotočkih
franjevaca, a služio je kao zbjeg u slučaju opasnosti. 
O razvijenu gospodarstvu
franjevačkih samostana svjedoči i činjenica da su glavotočki franjevci na
susjednom Cresu imali stada ovaca koja su za njih čuvali plaćeni creški
pastiri. To upućuje i na postojanje fizičke veze glavotočkog samostana sa
susjednim područjem Cresa, Tramuntanom
i područjem Belog.
Te će se veze očitovati i na području umjetničke produkcije, odnosno djelatnosti
klesarskih i graditeljskih radionica (radionice majstora Francesca), ali i kroz
održavanje hodočašća glavotočkom marijanskom svetištu i sa susjednog Cresa. Posjedi glavotočkih
franjevaca su se kroz 15. stoljeće uvećavali što je najvjerojatnije osiguralo
sredstva za obnovu samostanskog kompleksa i za izgradnju crkve u prvim
desetljećima 16. stoljeća.
Kroz 17. stoljeće
održavala su se u Glavotoku i hodočašća Gospi Glavotočkoj iz Krka i obližnjeg
Belog na otoku Cresu.
To svjedoči o ulozi koju je samostan imao u prostoru. Samostanske zajednice
nisu bile zatvorene. Štoviše, do Tridentskog koncila i početka osnivanja župnih
crkvi, često su upravo samostani preuzimali ulogu duhovnog središta vršeći
pastoralnu dužnost na okolnom području. Samostan u Glavotoku nalazi se na
„posve izoliranom, ali s namjerom odabranom mjestu“
, na tranzitnom području između otoka Krka i Cresa, rubnom području između
teritorija krčkog kaštela i kaštela Dubašnica, odnosno na prometnom čvorištu
što mu omogućuje kontroliranje prometnih pravaca. Glavotočki su franjevci
1783. godine preuzeli samostan sv. Franje od franjevaca konventualaca u Krku, koji
je i danas pod njihovom upravom. U svibnju 1806., za
vrijeme francuske okupacije (1805. – 1813.), glavotočki franjevci i krčke klarise
dobili su naređenje da isprazne samostane za potrebe smještaja francuskih
vojnika. Samostan klarisa bio je ispražnjen 12. svibnja 1806. nakon čega nije
vraćen u funkciju. Franjevci u Glavotoku primili su dvadeset vojnika, ali su
nastavili s djelatnošću. Samostan u
Glavotoku nastavlja s djelatnošću i danas, pod vodstvom franjevaca trećoredaca
koji imaju tradiciju na istom mjestu od sredine 15. stoljeća. 
Samostan posjeduje bogatu zbirku glagoljskih rukopisa i knjiga, kao i zbirku slika i liturgijskih predmeta iz 17. i 18. st. Tu se čuvao 
i prvotisak Glagoljskog misala iz 1483. koji se sada nalazi u Zagrebu.

### Crkva Bezgriješnog začeća Marijinog
Obnova i izgradnja nove crkve i cisterne u Glavotoku
započela je 1507. godine pod vodstvom fra Mateja Bošnjaka Mastilića. Godine
1508. spominju se izgrađena crkva i samostanska cisterna. Crkva je i danas zadržala izvorni izgled jednobrodne crkve s nadsvođenim gotičkim svetištem, korom i sakristijom.
Na crkvi je u prvim desetljećima 16. stoljeća radila radionica majstora Francesca
(Franje Marangonića ili Francesca Marangona) koju povezujemo s brojnim
realizacijama na Kvarneru, od Cresa do Raba, počevši od 1480-ih kada radi na
završnoj fazi osorske katedrale, a potom i creške zborne crkve sv. Marije Snježne (za čiji je portal majstor isplaćen 1488. godine).
Radionica je bila djelatna do 1530-ih.
Sa sjeverne je strane
crkve 1627. godine nadograđena kapela sv. Antuna Opata koju je financiralo
nekoliko lokalnih obitelji. U 17. st. je također produbljen kor, a crkveno pročelje obnovljeno 1879. godine. Od 1670. do 1777. u Glavotoku je djelovala bratovština
sv. Antuna Padovanskog, a u kapeli je 1760. uređen i oltar čiju je sliku
izradio venecijanski majstor Girolamo Santacroce. 
Oltar je rad venecijanskog majstora Giuseppea Bissona koji je u istoj crkvi
izradio još dva oltara - glavni oltar u svetištu posvećen Bogorodici Bezgrješnog
Začeća i oltar posvećen sv. Jakovu Apostolu. Svi oltari rađeni su u periodu
između 1758. i 1761. godine.
Zvonik na preslicu barokni je dodatak 18. stoljeća. „Franjevačka sakralna arhitektura teži
oblikovanju što većeg, jednostavnijeg i preglednijeg prostora namijenjenog
masama vjernika“, sukladno propovjedničkoj ulozi franjevaca, ali i ranije
spomenutoj ulozi samostana prije osnutka župnih crkvi. 
Takva je arhitektura i glavotočke crkve. Osim orijentacije
pročelja, zanimljiva je i naglašena koloristička igra ostvarena naizmjeničnim
slaganjem svjetlijeg i tamnijeg sivca i planskim ubacivanjem crvenkaste breče,
tzv. rapskog mandolata, materijala karakterističnog za kvarnerske otoke.
U cjelini, crkva
sv. Marije u Glavotoku predstavlja „jednu od stilski najdosljednijih i za
mjesne prilike ranih renesansnih realizacija na Otoku.“ 
Međutim, svrstati crkvu sv. Marije unutar stilskih odrednica gotike ili
renesanse ograničavajuće je prvenstveno iz razloga što se „ franjevačke crkve
na istočnojadranskoj obali od 13. do 16. stoljeća ne mogu odrediti kao gotičke
ili renesanse. Kao takvi se mogu svrstati samo njihovi pojedini oblici -
svodovi, trijumfalni luk, prozori, portal...“

## Galerija djela
- Franjevački samostan u Glavotoku
- Crkva sv. Marije u Glavotoku, detalj
- Crkva sv. Marije u Glavotoku, detalj
- Crkva sv. Marije u Glavotoku, detalj
- Crkva sv. Marije u Glavotoku, detalj

## Vanjske poveznice
- Samostan Glavotok
- Fotografije Glavotoka na portalu Kalinic-Krk
- Fototeka kulturne baštine, Gjuro Szabo - Krčitelj putova u povijuše zapletene struke  Arhivirana inačica izvorne stranice od 19. studenoga 2009. (Wayback Machine)
- Javna ustanova Priroda